# Raman Pratasevitj
Raman Pratasevitj (belarusiska: Раман Дзмітрыевіч Пратасевіч; ryska: Роман Дмитриевич Протасевич; engelska: Roman Protasevich), född 5 maj 1995 i Minsk, är en belarusisk journalist och aktivist. Sedan protesterna i Belarus 2020–2021 har Pratasevitj varit efterlyst i Belarus. 23 maj 2021 tvingade belarusiska jaktplan Ryanair Flight 4978 mellan Aten och Vilnius att landa på Minsks internationella flygplats, där Pratasevitj greps.

## Uppväxt
Pratasevitj föddes 1995 i Belarus huvudstad Minsk. Han växte upp i en familj där fadern var yrkesofficer, och undervisar på Krigsakademin i Minsk. Modern är troende, och ska ha tillkallat en exorcist för att kunna driva ut djävulen ur sin son. Som ung ska Pratasevitj ha brutit med sin familj, på grund av sina politiska övertygelser. Men i augusti 2020 flyttade hans föräldrar till Polen för att vara närmare sonen. De har också stöttat honom i media.
Pratasevitj har varit politiskt aktiv sedan ungdomen, och deltog i protester från början av 2010-talet. Första gången han arresterades var 2011, då 16 år gammal. Han var en av administratörerna bakom en större protestgrupp mot Aleksandr Lukasjenko på det sociala nätverket VKontakte fram till 2012, då det hackades av myndigheterna. 2012 greps han i samband med en intervju för ett svenskt reportageteam, utsända av SVT:s Uppdrag granskning. Han var då student vid det prestigefyllda gymnasiet BNTU (Nationella tekniska universitetet i Belarus), vann flera skoltävlingar i fysik och tilldelades ett särskilt presidentstipendium, innan han relegerades på grund av sin aktivism. Han tog examen från ett annat gymnasium, och började därefter studera journalistik på universitetsnivå.

## Journalistik och aktivism
Raman Pratasevitj kom in på institutionen för journalistik vid Belarus Statliga Universitet, men stängdes efter en kort tid av på grund av sin aktivitet på VKontakte. Istället började han arbeta som reporter på Radio Free Europe/Radio Liberty. I 2017 blev han anklagad för deltagande i en protest utan statligt tillstånd i Kurapaty, men kunde för domaren bevisa att han hade en tentamen den dagen.Trots att han inte hade någon formell utbildning började han arbeta för belarusiska medier som journalist. I mars 2019 fotograferade han för Euroradio.fm och skickades på fotouppdrag för ett möte mellan statsministrarna i Österrike (Sebastian Kurz) och Belarus (Sjarhej Rumas) i Minsk. Han har även jobbat för belarusiska utgåvan av Radio Free Europe/Radio Liberty. 2019 flyttade Pratasevitsj till Polen. 22 januari 2020 tillkännagav han att han sökte politisk asyl i Polen.
2020 blev Pratasevitsj chefredaktör för Telegram-kontot Nexta tillsammans med Stsiapan Putsila, som var med och grundade sidan. Kanalen hade en avgörande roll i samband med protesterna i Belarus 2020–2021. I augusti 2020, efter att belarusiska myndigheter hade försökt att strypa internet-tillgången i samband med presidentvalet, blev Nexta en av de viktigaste källorna till information om och koordinering av protesterna om riggade val. Kanalen fick nästan 800 000 nya följare inom loppet av en vecka. Sedan massprotesterna har Pratasevitj varit efterlyst i Belarus.
19 november 2020 placerade belarusiska KGB dem på listan över terrorister. I ett meddelande på Twitter 23 maj 2021 uttalade den belarusiska oppositionledaren Svjatlana Tsichanoŭskaja från sin exil att Pratasevitsj kunde riskera dödsstraff i Belarus på grund av dessa anklagelser. Från sitt Telegram-konto uttalade Tsichanoŭskaja att ingen kan känna sig trygg i det belarusiska luftrummet, och att Lukasjenkos regim medvetet bröt mot internationella avtal för luftfart och flygtrafik, för att få tag på sina motståndare. Enligt andra källor kunde anklagelserna mot honom leda till ett fängelsestraff på upp till 15 år. 
I september 2020 lämnade Pratasievitsj Nexta. 2 mars 2021 tillkännagav han att han hade börjat att skriva på Telegram-kanalen "@belamova", som tidigare hade administrerats av en arresterad bloggare, Ihar Losik.

## Ryanair Flight 4978
23 maj 2021 blev Ryanair Flight 4978 (Aten–Vilnius) med Pratasevitsj och 169 andra passagerare ombord stoppade vid gränsen mot Litauen av belarusiska jaktplan. Ryanairplanet tvingades att vända och landa på Minsks internationella flygplats. Personalen på Minsks flygplats sa att anledningen var rapporter om en bomb ombord på flygplanet. Litauisk flygledning svarade att de inte hade underrättats om något bombhot, och att anledningen istället var en konflikt mellan en passagerare och besättningen. I Minsk togs Pratasevitsj av planet och sattes i arrest. Samtidigt fördes även hans flickvän Sofia Sapega bort. Ingen bomb fanns ombord. Den belarusiska presidenten Aleksandr Lukasjenko hade personligen beordrat att planets rutt skulle ändras till Minsk, och sände MiG-29-jaktplan som militär eskort, vilket tillkännagavs av den statliga nyhetsbyrån Belta.
Enligt Ryanairs talsperson, citerad i Novaja Gazeta, var det den belarusiska flygledningen som underrättade besättningen ombord om hotet och bad dem ändra kurs mot Minsk. Flygentusiaster i Belarus la ut en video där de påstod att man kunde skymta MiG-29 utrustade med luftburna missiler för att få planet att ändra riktning.
NATO:s generalsekreterare Jens Stoltenberg sade till pressen att händelsen var "en allvarlig och farlig situation som kräver internationell granskning". Sveriges utrikesminister Ann Linde kallade Lukasjenkos agerande "fullständigt oacceptabelt", och krävde Pratasevitjs omedelbara frigivelse. Norges utrikesminister Ine Marie Eriksen Søreide kritiserade den belarusiska regimen "för att arrestera en regimmotståndare", och bad om Pratasevitsjs omedelbara frigivelse. Tysklands utrikesministerium reagerade också på händelsen, och bad om en förklaring på vad som hade hänt. Den polska statsministern Mateusz Morawiecki kallade handlingen för "statsterrorism", och fördömde gripandet av Pratasevitsj på Twitter.
På kvällen den 24 maj 2021 meddelade Belarus inrikesministerium att Pratasevitj hade förts till ett fängelse i Minsk.